# 아타튀르크 공항
아타튀르크 공항(튀르키예어: Atatürk Havalimanı, IATA: ISL, ICAO: LTBA)은 튀르키예 이스탄불에 있는 공항이다. 이스탄불의 도심에서 서남쪽으로 약 14 km 떨어진 곳에 위치하고 있으며, 공항의 이름은 튀르키예 공화국의 건국자이자 초대 대통령인 무스타파 케말 아타튀르크의 칭호를 따서 붙였다.
이 공항은 2018년 10월 말부터 이스탄불 공항에 항공편을 이전해 2019년 4월 7일에 여객노선 운항을 종료한 후 2022년 2월 5일에 화물노선까지 운항을 종료하였고, 현재는 1개의 활주로(05/23)를 이용해 임시특별항공편만을 운영하고 있다.

## 개요
이 공항은 터키항공의 허브 공항이었다. 터미널은 여객 터미널 2동(A·B 터미널)과 화물 터미널(C 터미널)로 이루어져 있다. 유럽 부흥 개발 은행이 투자한 공항으로, 2001년 현대화되고 효율적인 시설을 갖춘 국제 터미널(B 터미널)이 개장해 1970년대에 설치된 A 터미널(현재는 터키 국내 전용)의 혼잡성을 완화할 수 있게 되었다.
2015년 당시 공항 이용객이 6,132만 명으로 독일의 프랑크푸르트 국제공항을 제치고, 영국의 런던 히드로 국제공항, 프랑스의 파리 샤를 드 골 국제공항에 이어 유럽 3위, 세계 11위의 공항이었다.

## 역사
1949년 공항건설을 시작하여 1953년 개항했다. 1972년 제2활주로 운영을 개시했으며, 1983년에는 국제선 터미널을 개관했다. 1993년 화물 터미널을 개관한 데 이어 1995년에는 부정기 항공편을 위한 터미널C를 개관했다. 2000년 터미널C를 민간 회사들이 화물운영 터미널로 전환했으며, 2004년에 기존의 국제선 터미널을 대신해 신 국제선 터미널을 개관했다. 신 국제선 터미널 개관으로 여객 수용 능력이 연간 1,400만 명에서 2,000만 명 이상으로 증가했다. 활주로는 3개가 있으며, 주차장은 1곳으로 7,076대를 수용할 수 있다. 2009년 기준으로 연간 이용객수는 2,985만4119 명이었다.

### 이스탄불 공항 건설과 운영 종료
아타튀르크 공항은 인구가 밀집한 주거 지역 한가운데에 위치하고 있어서 확장이 불가능하고 소음 문제도 매우 심각했는데, 2010년대에 들어 활주로가 극심한 포화 상태에 이르렀기 때문에 공항에서 약 32 km 북쪽의 흑해 연안에 2015년 5월부터 신공항(현 이스탄불 공항)이 건설되었다.
2018년 10월 29일에 이스탄불 공항은 아타튀르크 공항의 일부 항공편을 이전받아 2개의 독립활주로로 개항하였다. 이후 아타튀르크 공항은 2019년 4월 7일에 여객항공편을 전부 신공항으로 이전하고 화물노선 전용으로 이용되다가 2022년 2월 5일에 일반 운영을 종료하였다. 이스탄불 공항은 2035년까지 2개의 터미널과 1개의 탑승동, 길이 3750m × 폭 60m인 6개의 활주로와 연간 1억5천만 명의 여객을 처리하는 시설을 갖추는 것을 최종 목표로 하고 있다.

## 터미널

### 1 터미널
1 터미널(1 Terminal)은 1953년에 개항된 국내선 터미널이다. 터키항공을 중심으로 그 외의 튀르키예 항공사들도 이용하고 있다.

### 2 터미널
2 터미널(2 Terminal)은 2000년에 개항된 국제선 터미널이다. 그것은 큰 주요 홀 8체크인 제도와 상점과 식당과 같은 에어사이드 시설의 광범위한 포함하는 것이 특징이다. 그 출발 지역 모든 제트 브리저즈 몇 버스 보딩 진열대와 함께 장착된 27개 문(201-226)로 구성되어 있다. 도착 시간 바닥 아래 11수하물 찾는 곳과 지대도 있다. 터미널 2에서 터키항공의 보잉 777-300ERs 같은 와이드 보디 항공기를 다룰 수 있고 있다.

## 교통
- 해바스 셔틀
- 아타튀르크 공항역

## 사건/사고

### 2016년 아타튀르크 공항 테러
2016년 6월 28일 아타튀르크 공항 제2터미널에서 폭탄 테러가 발생했다. 총격과 폭발로 인해 44명이 사망했고, 239명이 부상당했다. 3명의 테러리스트들은 택시로 공항에 도착해서, 제2터미널 입구에서 총격을 가했다. 그 후 폭탄을 폭발시켰다.

### 2016년 터키 쿠데타 미수
2016년 7월 15일 쿠데타 세력이 아타튀르크 공항을 점령했다가 7월 16일 오전 5시 18분에 친정부 세력에 재탈환되었다.